# Județul Brăila (interbelic)
Județul Brăila a fost o unitate administrativă de ordinul întâi din Regatul României, aflată în regiunea istorică Muntenia. Reședința județului era municipiul Brăila.

## Istorie

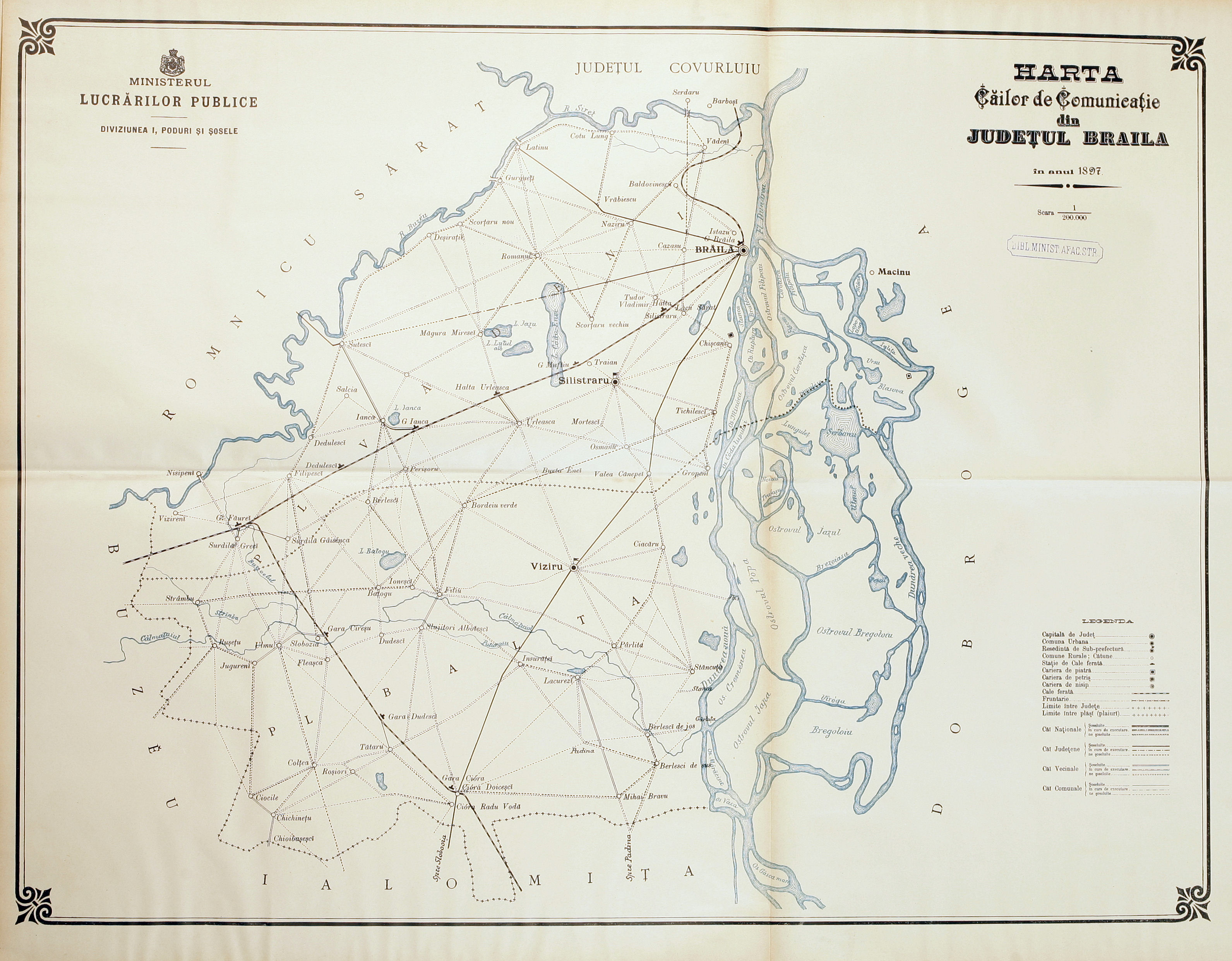
Harta județului Brăila în Atlasul Căilor de Comunicații din 1897

În anul 1864, domnitorul Alexandru Ioan Cuza dă prima lege de organizare administrativ-teritorială modernă a teritoriului României. Legea prevedea împărțirea țării în 33 de județe, având ca subdiviziuni plășile și comunele
(urbane și rurale). Județele și comunele erau investite cu personalitate juridică și cu organe deliberative și executive: consiliul județean și prefectul (acesta din urmă ca reprezentant al guvernului în teritoriu), respectiv consiliul comunal
și primarul (în calitate de reprezentant al guvernului în teritoriu). Plășile erau simple subdiviziuni ale județelor, fără personalitate juridică, conduse de subprefecți, cu atribuții de supraveghere și control asupra autorităților comunale.
Județul Brăila înființat în 1864 este succesorul județului format în 1829, după retrocedarea raialei Brăilei de către Imperiul Otoman Țării Românești prin pacea de la Adrianopol din 1829. Nou creatul județ ocupa teritoriul fostei raiale și avea 49 de sate și cătune, fiind cel mai mic județ al Țării Românești. În 1831, localitățile județului erau grupate grupate în două plăși: Plasa Vădeni cu 21 de sate și Plasa Bălții cu 18 de sate.
Conform unei hărți a Statului Major al Armatei Ruse din 1835, localitățile județului erau următoarele:
- Arama
- Baldovinești
- Brăila
- Cazasu
- Chetroiu
- Chiscani
- Chiortu
- Ciuciu
- Corăbeți
- Cosor
- Cuptora
- Earba Dulci
- Frumosița
- Frumoșica
- Grăpeni
- Gropeni
- Hagi-Căpitan
- Ibis-Romul
- Ib-Oglu
- Ignita
- Imina
- Imirult
- Ismina (Mustafa-Efendi)
- Mola
- Muftiu
- Muguroaea
- Nazâr
- Odaia Pașii
- Omer-Fulghi
- Osman Aga
- Peceneaga
- Pelivani
- Piscu Brăilii
- Pârlita
- Râmna
- Satu Nou
- Scorțari
- Selistrarul
- Tătarii
- Tichilești
- Titcov
- Titcovul Mic
- Tâmpul
- Tufești
- Turcoae
- Valea Cânipii
- Vădeni
- Vărsătura
- Viziru

De asemenea câteva localități, cum ar fi Făurei, Surdila, Călmățui și altele erau incluse în județul Buzău.
În timpul dictaturii carliste, județul a făcut parte din ținutul Dunării. În 1950, a fost desființat de regimul comunist, iar teritoriul său a fost împărțit între raioanele Brăila, Făurei și Însurăței ale regiunii Galați.

## Întindere

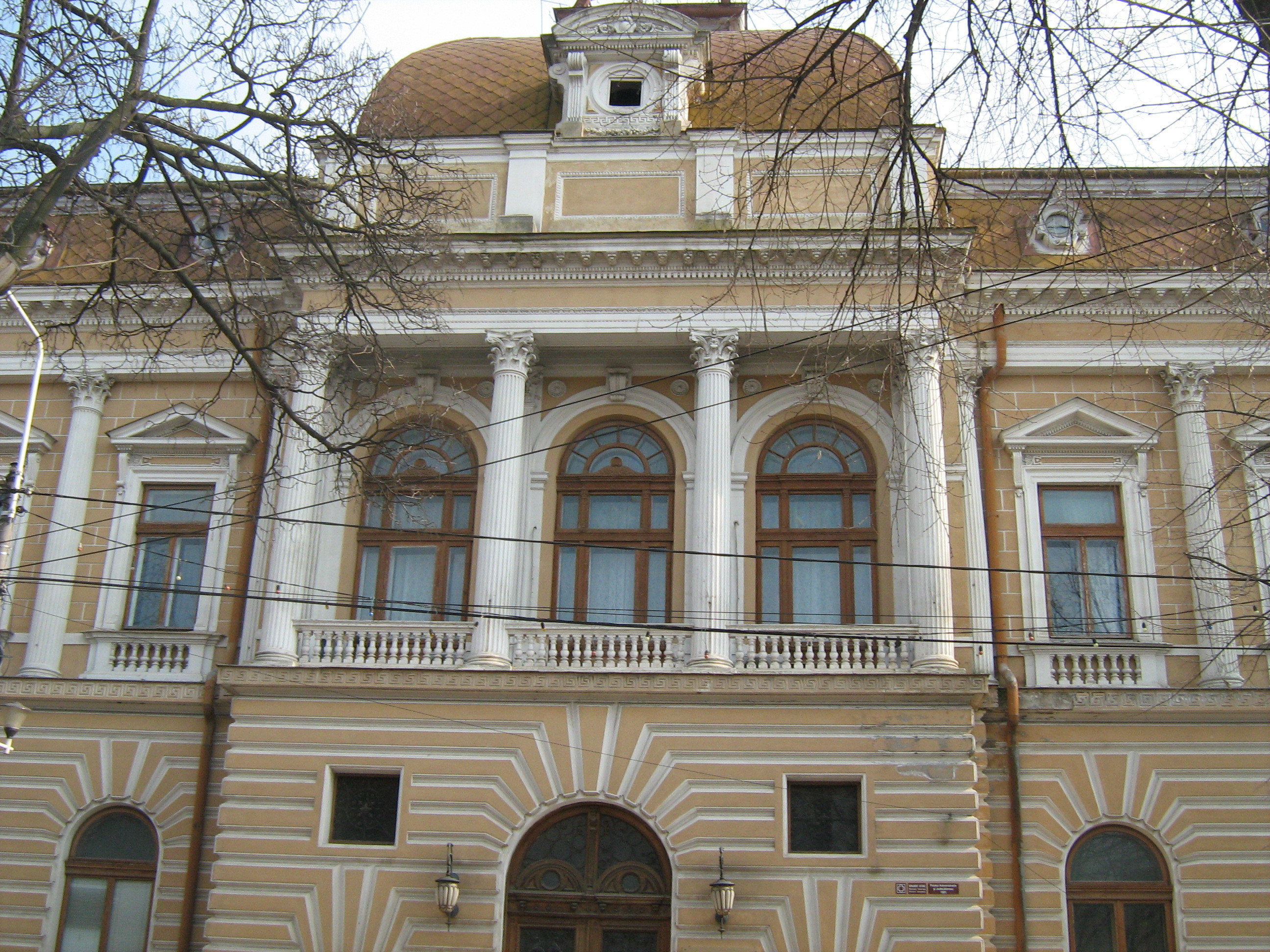
Clădirea Prefecturii și Tribunalului județului Brăila din perioada interbelică. Clădirea-monument istoric, construită în anul 1891 și situată pe Calea Călărașilor nr. 29, găzduiește în prezent Facultatea de Inginerie din Brăila a Universității „Dunărea de Jos”.

Județul se afla în partea sud-estică a României Mari, în nord-estul regiunii Muntenia. Teritoriul lui cuprindea partea de la est și sud-est de râul Buzău din actualul județ Brăila. Se învecina la vest cu județele Buzău și Râmnicu-Sărat, la nord cu județul Covurlui, la est cu județul Tulcea, iar la sud cu județele Constanța și Ialomița.

## Organizare

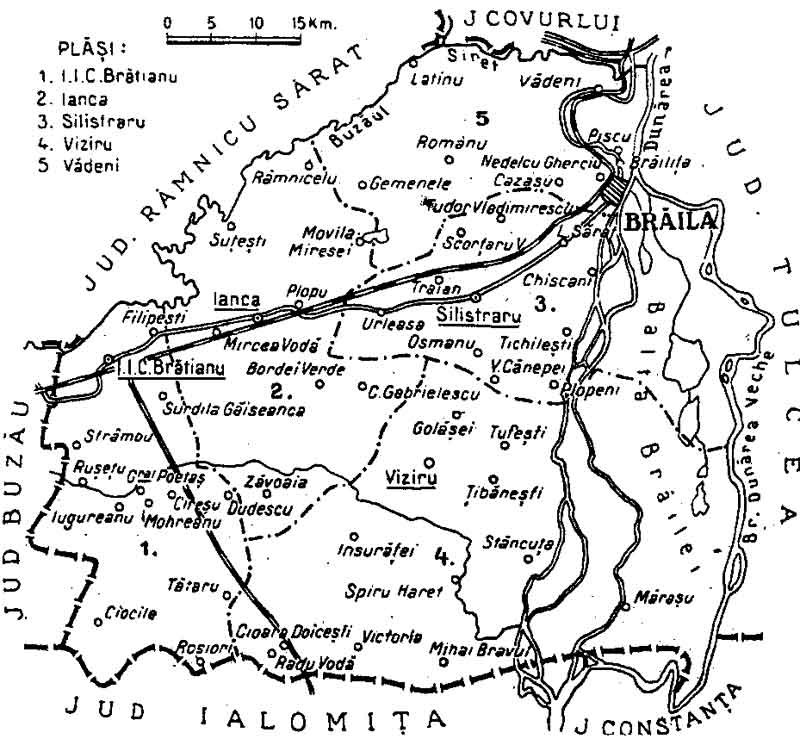
Harta județului, cu dispunerea și denumirea plășilor, în anul 1938.

Județul Brăila a fost la început organizat în o comună urbană și două plăși, având în compunere 52 de comune rurale (organizare care va rămâne practic neschimbată până la Primul Război Mondial), astfel:
- comuna urbană Brăila;
- Plasa Balta cu 29 de comune: Batogu, Bertesci-de-Jos, Bertesci-de-Sus, Bordeiul-Verde, Chichinețu, Ceacâru, Ciocile, Cioara-Doicesci, Cioara Radu-Vodă, Colțea, Dudescu, Filiu, Fleașca, Gropeni, Ionesci-Berlesci, Însurăței, Jugureanu, Lacu-Rezi, MihaI-Bravu, Pârlita, Roșiorii, Rușețu, Slobozia-Cireșu, Slujitori-Albotesci, Stăncuța, Strâmbu, Tătaru, Ulmu și Viziru; Plasa Vădeni cu 23 de comune: Cazasu, Chiscani, Cotu-Lung, Dedulesci, Filipesci, Gurgueți, Ianca, Islaz, Latinu, Movila-Miresei, Osmanu, Perișoru, Romanu, Scorțaru-Nou, Scortaru-Vechiu, Surdila-Gäiseanca, Surdila-Greci, Șuțesci, Tichilesci, Tudor-Vladimirescu, Urleasca, Vădeni și Valea-Cânepei.[6]

În anii 1920, județul era împărțit în patru plăși:
1. Plasa Călmățui (cu reședința la Făurei),
2. Plasa Ianca (cu reședința la Ianca),
3. Plasa Silistraru (cu reședința la Silistraru) și
4. Plasa Viziru (cu reședința la Viziru).

Ulterior a fost desființată Plasa Călmățui și au fost înființate alte două plăși noi:
1. Plasa I.I.C. Brătianu (cu reședința la Făurei) și
2. Plasa Vădeni (cu reședința la Vădeni).

## Populație
Conform datelor recensământului din 1930 populația județului era de 219.831 de locuitori, din care: 89,4% români, 3,1% evrei, 2,2% greci, 0,7% maghiari, 0,6% ruși ș.a. Din punct de vedere confesional 93,6% erau ortodocși, 3,3% mozaici, 1,2% romano-catolici ș.a.

### Mediul urban
În anul 1930 populația urbană a județului era de 68.347 locuitori, dintre care 75,4% români, 9,7% evrei, 6,7% greci, 1,7% maghiari, 1,6% ruși ș.a. Ca limbă maternă domina în mediul urban româna (82,6%), urmată de greacă (5,8%), idiș (4,8%), rusă (1,9%), maghiară (1,5%) ș.a. Din punct de vedere confesional orășenimea era alcătuită din 84,4% ortodocși, 10,4% mozaici, 3,2% romano-catolici ș.a.

## Materiale documentare

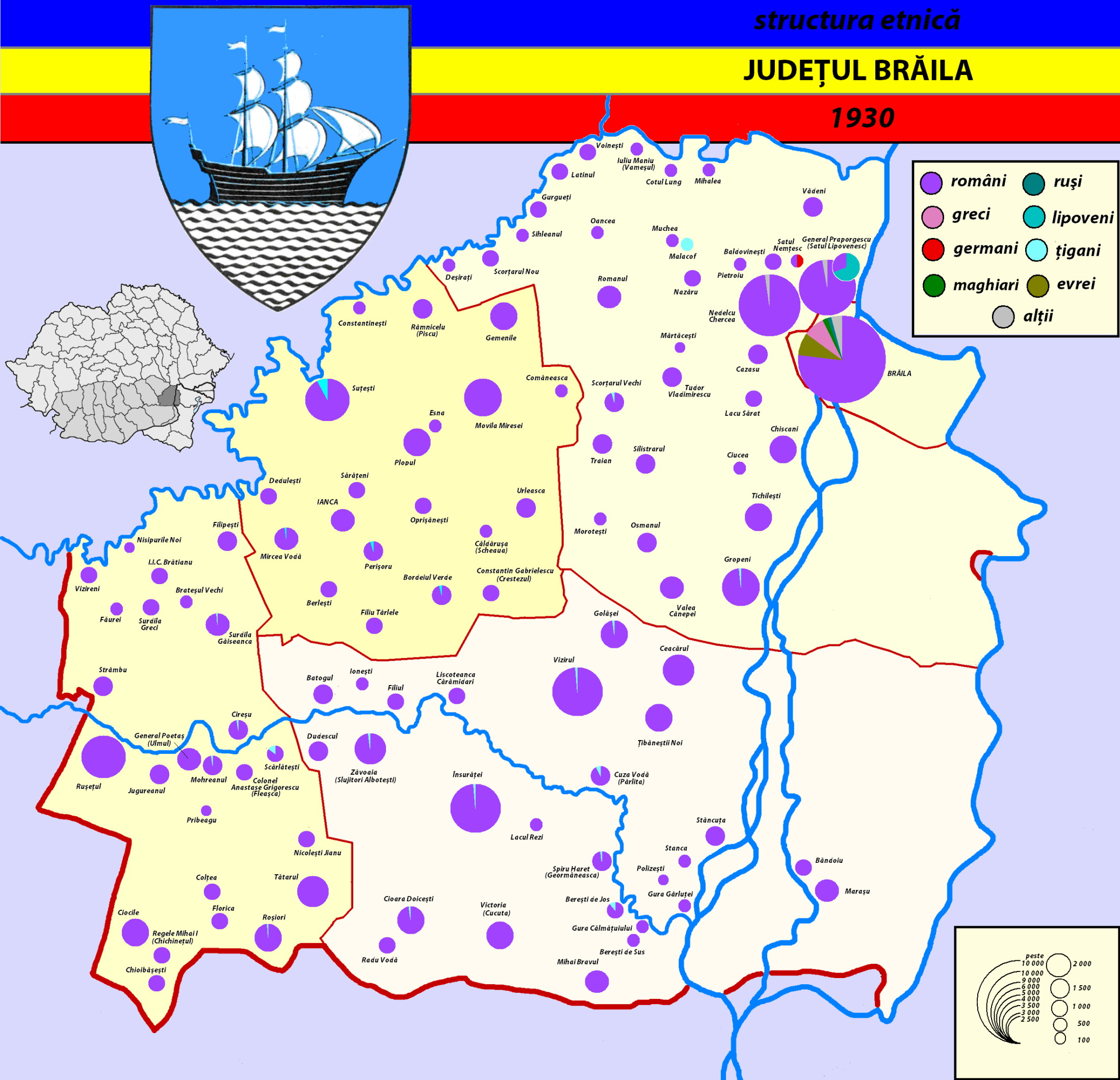
Structura etnică a județului Brăila în anul 1930
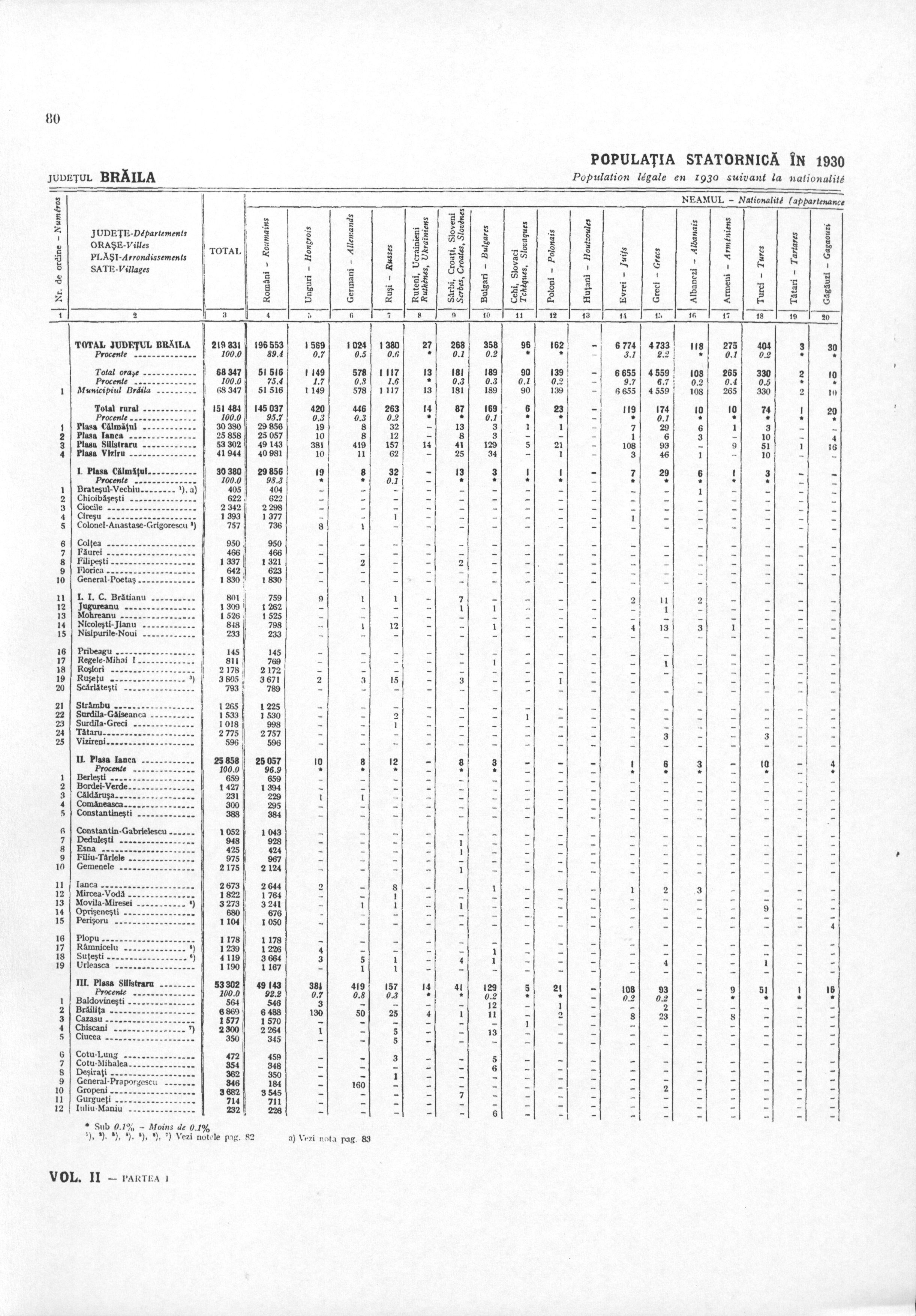
Populația județului în anul 1930, după etnie și limbă maternă
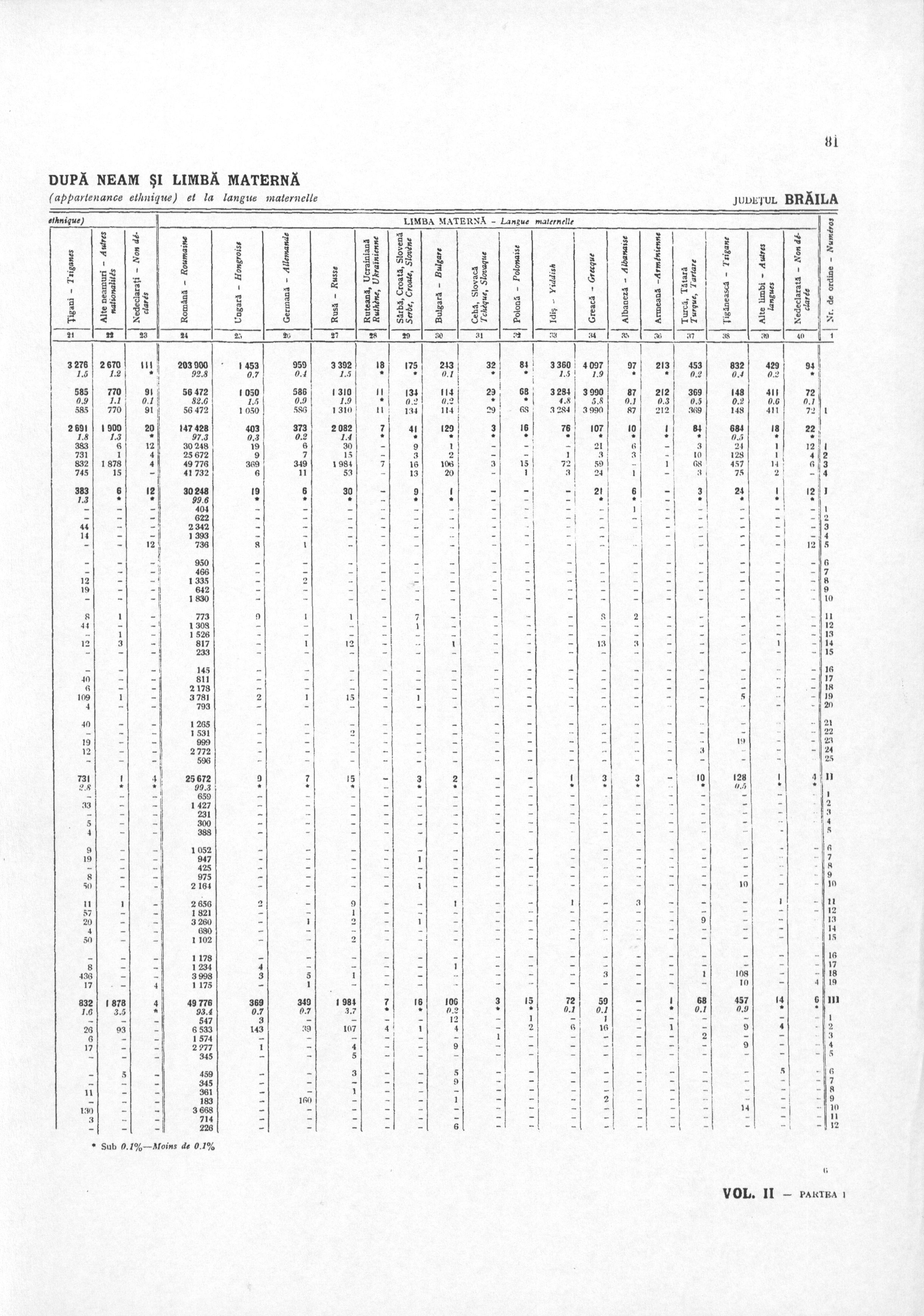
Populația județului în anul 1930, după etnie și limbă maternă
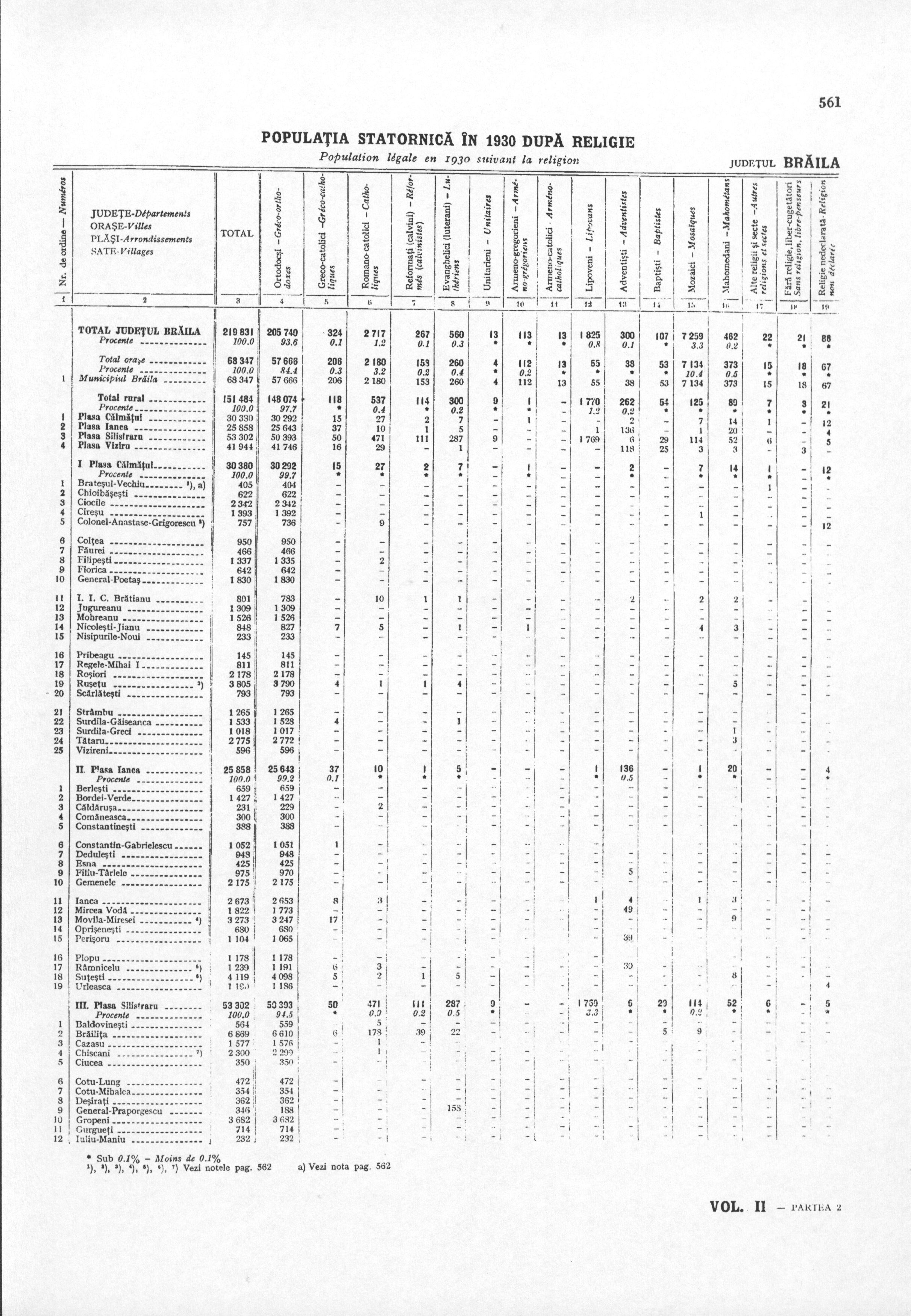
Populația județului în anul 1930, după religie